# Heraldo Muñoz
Heraldo Benjamín Muñoz Valenzuela (Santiago, 22 de julio de 1948) es un diplomático, politólogo y político chileno, especialista en relaciones internacionales. Fue miembro del Partido por la Democracia (PPD), el cual presidió desde julio de 2018 hasta agosto de 2021.
Fue ministro de Relaciones Exteriores durante el segundo gobierno de la presidenta Michelle Bachelet, entre 2014 y 2018. Anteriormente, durante la administración del presidente Ricardo Lagos, fue subsecretario de Relaciones Exteriores (2000-2002) y ministro Secretario General de Gobierno (2002-2003).

## Familia y estudios
Hijo de un pequeño comerciante de sacos vacíos de papas y harina, y de una profesora normalista y dueña de casa que luego de enviudar trabajó en un kiosco forrando botones, Heraldo Muñoz creció en el barrio Exposición, en la comuna santiaguina de Estación Central. Su abuelo había fundado allí "El Hoyo", taberna popular típicamente chilena.
Se educó en la escuela pública de su barrio, la N° 46 "República de Colombia", y luego en el Liceo de Aplicación de la capital. Entró a estudiar pedagogía en inglés en la Universidad de Chile. Al año siguiente, una beca del Institute of International Education  –organización sin fines de lucro, líder en educación internacional– le permitió viajar a Estados Unidos a cursar en la Universidad Estatal de Nueva York (SUNY) una Licenciatura en Ciencia Política (B.A.). Durante su estadía, conoció a Pamela Quick, ciudadana estadounidense con quien contrajo matrimonio en 1972: el matrimonio tiene una hija, Paloma.
Después de obtener su Licenciatura, en 1974 entró a trabajar como profesor asistente en el Instituto de Estudios Internacionales de la Universidad de Chile. Al mismo tiempo realizó un Diploma en Relaciones Internacionales de la Universidad Católica de Chile (1975). En 1975, pidió permiso sin sueldo para regresar nuevamente a Estados Unidos para cursar una Maestría y un Doctorado (PhD) en la Escuela Josef Korbel de Estudios Internacionales  de la Universidad de Denver, en el Estado de Colorado (1975-1978). Durante estos estudios fue becario de Ford Foundation, Tinker Foundation, Twentieth Century Fund, Fundación MacArthur, y Resources For the Future, entre otras instituciones. Fue asimismo investigador doctoral (Doctoral Fellow) de Institución Brookings en Washington D. C., donde escribió su tesis (1977).
Luego de obtener su Doctorado, Muñoz volvió a Chile y retomó su cargo de académico de planta del Instituto de Estudios Internacionales de la Universidad de Chile. Durante su carrera académica, Muñoz hizo docencia de postgrado e investigación, publicando extensamente en su área. Además fundó y dirigió el Programa de Políticas Exteriores Latinoamericanas (Prospel), un núcleo de investigación de políticas exteriores de países latinoamericanos asociado con la Universidad Academia de Humanismo Cristiano y conocido por sus Anuarios de Políticas Exteriores (1984-1990) y otras publicaciones.

## Actividad pública

### Dictadura militar
Integró el comité ejecutivo del Comando del No en el plebiscito de 1988. Antes de la creación en 1987 del Partido por la Democracia (PPD), del que fue cofundador, militó en el Partido Socialista de Chile, donde fue secretario de relaciones internacionales (1983-1986) y candidato a subsecretario general (lista encabezada por Ricardo Lagos).

### Diplomacia y actividad política
Después del retorno de la democracia, y junto a otros colegas académicos de la Universidad de Chile con doctorado en Relaciones Internacionales como Alberto Van Klaveren y María Teresa Infante, Muñoz fue llamado a colaborar en la Cancillería chilena. Dada su experticia en política exterior regional, fue nombrado Embajador ante la Organización de los Estados Americanos (1990-1994), donde integró el comité ejecutivo del Global Environmental Partnership con el entonces senador Al Gore; y luego, Embajador en Brasil (1994-1998), participando durante su misión en negociaciones para poner fin a hostilidades entre Perú y Ecuador. En el gobierno de Ricardo Lagos, fue subsecretario de Relaciones Exteriores. Durante este período fue uno de los seis facilitadores de la Ronda Ministerial de Doha de la Organización Mundial del Comercio en noviembre de 2001. Encargado del área de comercio y medio ambiente, llevó a cabo una negociación enfocada en el compromiso con el medioambiente basado en "la relación entre las normas vigentes de la OMC y las obligaciones comerciales específicas establecidas en los acuerdos multilaterales sobre el medio ambiente", entre otras cosas.  
En enero de 2002 fue nombrado ministro secretario general de Gobierno.
En 2003 fue designado Embajador ante Naciones Unidas. Cuando asumió el cargo, Chile era miembro no permanente del Consejo de Seguridad (2003-2004) y la invasión de Irak por parte de las fuerzas estadounidenses había ocurrido recientemente. La posición de Chile contra esa invasión había provocado una ruptura con la administración de George Bush. Los entretelones de esos episodios y lo que sobrevino después aparecen en su libro A Solitary War: A Diplomat's Chronicle of the Iraq War and Its Lessons. En enero de 2004, Muñoz presidió el Consejo de Seguridad. Muñoz presidió además el Comité de Sanciones a Al-Qaeda y el Talibán, viajando a países como Afganistán, Camboya, Indonesia e Irán, para verificar la implementación de actividades para el congelamiento de activos, embargos de armamento y prohibiciones de viajar de esos grupos. En 2008, el New York Times publicó una semblanza de su vida y trabajo.  En febrero de 2009 a solicitud del Secretario General de Naciones Unidas Ban Ki-Moon, encabezó una Comisión de Investigación de la organización creada para indagar el asesinato de la ex primera ministra pakistaní Benazir Bhutto como respuesta a una petición del Presidente de ese país Asif Ali Zardari, viudo de Bhutto. El reporte de la Comisión sobre el asesinato de Bhutto fue entregado en abril de 2010 y tuvo como efecto la reapertura del caso en tribunales de Pakistán, resultando en detenciones de personeros de alto nivel. Posteriormente, escribió un libro,Getting Away with Murder: The Assassination of Benazir Bhutto and the Politics of Pakistan (W.W. Norton & Company, 2013), donde describe el proceso de la investigación y sus experiencias personales.
Otras funciones que Muñoz cumplió mientras fue embajador ante Naciones Unidas fueron: vicepresidente de la Sesión 61 de la Asamblea General (2006-2007); miembro del comité de consultas para la reforma de la Comisión de Derechos Humanos (hoy Consejo de Derechos Humanos); facilitador de las consultas para la reforma del Consejo de Seguridad (2007-2008); y presidente de la Comisión de Consolidación de la Paz (2009). En este último rol obtuvo la donación de los fondos recaudados por derechos de autoría correspondientes a una nueva versión digitalizada de la canción "Give Peace a Chance" de John Lennon, por parte de su viuda, la artista Yoko Ono; y asimismo consiguió la colaboración de esta artista en beneficio de la fundación Autism Speaks, mediante donación de una obra de arte para remate caritativo, el que tuvo lugar en la sede de Naciones Unidas en Nueva York.
En mayo de 2010, y como resultado de un concurso público internacional, Muñoz fue designado como subsecretario general, administrador asistente y director regional para América Latina y el Caribe del Programa de Naciones Unidas para el Desarrollo (PNUD). Se mantuvo en este cargo hasta marzo del 2014, cuando asumió como Ministro de Relaciones Exteriores del segundo gobierno de la presidenta Michelle Bachelet.
Muñoz fue el ministro mejor evaluado de la segunda administración Bachelet, alcanzando porcentajes de aprobación superiores al 80%. Durante su período como Canciller, lideró la defensa del país en un litigio que Bolivia presentó la Corte Internacional de Justicia de La Haya con el fin de obligar a Chile a negociar una salida soberana al mar. Chile ganó el caso, por contundente mayoría de la Corte. En respuesta a declaraciones del Presidente Evo Morales de que podría interrumpir el flujo de aguas del Río Silala hacia Chile, y que Bolivia podría interponer una demanda por este caso, en una  movida proactiva diseñada para darle a Chile la ventaja de una sorpresa, y habiendo armado un equipo de los expertos mundiales más respetados en asuntos hídricos, Muñoz anunció el 6 de junio de 2016 que Chile, en ese mismo instante, presentaba una demanda en La Haya contra Bolivia pidiendo a la Corte Internacional de Justicia que declarase al Silala como un curso de agua internacional, para salvaguardar los derechos de Chile. Mientras Muñoz hacía el anuncio en Santiago, Ximena Fuentes, Directora Nacional de Fronteras y Límites (nombrada Agente en este caso), ingresaba la demanda en La Haya. Esta es la primera vez en la historia de Chile que el país presentaba una demanda en La Haya para proteger y defender sus intereses. Al conseguir la aprobación del Voto Chileno en el Exterior en agosto de 2016, dijo, "Quiero agradecer a todos los diputados y diputadas en este último trámite constitucional, a los de gobierno y a los de oposición. Hace 25 años comenzó este proceso, cuando el diputado Carlos Dupré puso el tema en discusión...Nos hemos demorado demasiado tiempo, pero llegó la hora en que todos los chilenos en su condición de ciudadanos puedan ejercer libremente su derecho a voto, independiente del lugar de residencia." Durante 2016, fue presidente de la Convención sobre la Prohibición del Empleo, Almacenamiento, Producción y Transferencia de Minas Antipersonal y sobre su Destrucción (Convención de Ottawa), y presidió la 15a Reunión de los Estados Parte de la Convención de Prohibición de Minas Antipersonal (15MSP) en noviembre del mismo año. Asimismo, bajo el mandato de Muñoz la Cancillería chilena elaboró un Plan de Acción Nacional de Derechos Humanos y Empresas, presentado al Ejecutivo en agosto de 2017. Ese mismo año, en Venezuela, la oposición política al gobierno de Nicolás Maduro pidió que la representara, junto al canciller mexicano Luis Videgaray, en negociaciones llevadas a cabo en República Dominicana sobre condiciones para las elecciones presidenciales; éstas finalmente no prosperaron debido a intransigencia de las autoridades venezolanas y discrepancias dentro de la oposición. Muñoz se incorporó asimismo a una campaña internacional para la protección del océano coordinada por John Kerry, entonces Secretario de Estado del gobierno de Barack Obama; fruto de esta participación, Chile adoptó medidas que se han traducido en que 1,4 millones de kilómetros cuadrados de su territorio se encuentren en categoría de Área Marina Protegida, marcando un liderazgo global en esta materia.  En 2018 las fundaciones Pew y Bertarelli otorgaron a Muñoz la distinción Embajador del Océano, en reconocimiento a su compromiso con la protección del mar. Finalmente, Muñoz logró también la aprobación en el Congreso –después de varios intentos fallidos de gobiernos anteriores– del proyecto de Ley de Modernización del Ministerio de Relaciones Exteriores; encabezando además la elaboración de una agenda de futuro de la política exterior ("Política Exterior 2030"), y creando y promoviendo el concepto de "convergencia en la diversidad" entre los dos mecanismos principales de integración en la región, la Alianza del Pacífico y el Mercosur.
En 2018 fue elegido presidente del Partido por la Democracia con un 53,8% de los votos, en una elección a tres bandas.
En septiembre de 2019, se incorporó al directorio de la Fundación Príncipe Alberto II de Mónaco, organización sin fin de lucro para la conservación del medio ambiente y el desarrollo sustentable.
El 5 de enero de 2021, para la elección presidencial de 2021, inscribió su candidatura en las elecciones primarias de su partido. Obtuvo un triunfo el 31 del mismo mes por el 54% de los votos en una elección a tres bandas.
Sin embargo el 19 de mayo del 2021 baja su candidatura presidencial en una jornada de tensión en la denominada oposición. Tras esto le entrega el respaldo a la candidata del Partido Socialista de Chile, Paula Narváez.

## Condecoraciones

### Condecoraciones extranjeras
- Gran Cruz de la Orden de Rio Branco ( Brasil, 1995).
- Gran Cruz de la Orden de la Cruz del Sur ( Brasil, 1998).
- Gran Cruz de la Orden del Infante Don Enrique ( Portugal, 26 de septiembre de 2001).[38]
- Gran Cruz de la Orden de Isabel la Católica ( España, 24 de octubre de 2014).[39]
- Gran Cruz de la Orden José Cecilio del Valle ( Honduras, 20 de octubre de 2016).[40]
- Gran Cruz Extraordinaria de la Orden Nacional del Mérito ( Paraguay, 5 de diciembre de 2017).[41]

## Académico
Fue profesor de Relaciones Internacionales en el Instituto de Estudios Internacionales de la Universidad de Chile. Ha sido además académico visitante en diversas universidades y academias diplomáticas de Estados Unidos, Europa y América Latina. 

### Libros y publicaciones
- A Solitary War: A Diplomat's Chronicle of the Iraq War and Its Lessons (Fulcrum Publishing, 2008); fue traducido al español ("Una Guerra en Solitario").
- The Dictator's Shadow: A Political Memoir (Basic Books, 2008). Fue traducido al español ("La Sombra del Dictador"), y al portugués ("A Sombra do Ditador"). Newsweek dijo acerca de este libro: "Heraldo Muñoz ha escrito 'una nueva memoria, personal y esclarecedora, de los años de Pinochet'".[42] El Washington Post lo incluyó entre los mejores libros de no ficción de 2008.[43] La Universidad de Duke le entregó el premio WOLA-Duke como el mejor libro de no ficción sobre temas de derechos humanos, democracia y justicia social de 2009.[44]
- Getting Away with Murder: The Assassination of Benazir Bhutto and the Politics of Pakistan, (W.W. Norton & Company, 2013), libro basado en los eventos de la investigación del asesinato de Benazir Bhutto que realizó la Comisión presidida por Muñoz. El Global Observatory del International Peace Institute incluyó su libro en la lista de los nueve libros recientes que reflejan un mundo en proceso de cambio ("Nine Recent Books that Capture a World in Flux") en el año 2013.[45]

Otros libros escritos o editados por Heraldo Muñoz son los siguientes:  
- Democracy Rising: Assessing the Global Challenges (Heraldo Muñoz, editor; Lynn Rienner Publishers, 2006).
- Globalización XXI: América Latina y los desafíos del nuevo milenio (Heraldo Muñoz, editor; Aguilar, 2000).
- A Nova Política Internacional (Heraldo Muñoz; Fundaçao Alexandre de Gusmao, 1996).
- Latin American Nations in World Politics (Heraldo Muñoz y Joseph Tulchin, editores; Westview Press, 1996).
- Política Internacional de los Nuevos Tiempos (Heraldo Muñoz; Editorial Los Andes, 1996).
- The Future of the Organization of American States (Heraldo Muñoz y Viron L. Vaky; Twentieth Century Fund Press, 1993).
- Difficult Liaison: Trade and the Environment in the Americas (Heraldo Muñoz y Robin Rosenberg, editores; Transaction Publishers, 1993).
- El Fin del Fantasma: Las relaciones interamericanas después de la guerra fría (Heraldo Muñoz, editor; Ediciones Pedagógicas Chilenas S.A., 1992).
- Environment and Diplomacy in the Americas (Heraldo Muñoz, editor; Lynn Reinner Publishers, 1992).
- Chile: Política Exterior para la Democracia (Heraldo Muñoz, editor; Pehuén, 1989).
- Una Amistad Esquiva (Heraldo Muñoz y Carlos Portales; Pehuén, 1987).
- Latin American Views of US Policy (Robert Wesson y Heraldo Muñoz, editores; Praeger, 1986).
- Las Relaciones Exteriores del Gobierno Militar Chileno (Heraldo Muñoz; Ediciones del Ornitorrinco y Prospel-CERC, 1986).
- Crisis y Desarrollo Alternativo en Latinoamérica (Heraldo Muñoz, editor; Editorial Aconcagua, 1985).
- From Dependency to Development: Strategies to Overcome Underdevelopment and Inequality (Heraldo Muñoz, editor; Westview Press, 1981).
- Desarrollo energético en América Latina y la economía mundial (Heraldo Muñoz, editor; Editorial Universitaria, 1980).

La Universidad Duke mantiene en su biblioteca Rubenstein una colección de muchos documentos de Heraldo Muñoz en su rol público, A Guide to the Heraldo Muñoz Papers, 1963-2013 and undated.
La Universidad de Denver (Escuela Josef Korbel de Estudios Internacionales), exhibe una foto de Muñoz junto a la de Condoleezza Rice -su compañera de estudios de postgrado- y a la del fundador de la Escuela, el Profesor Josef Korbel, en su hall de entrada como figura destacada, como se aprecia en su página de bienvenida.
Muñoz ha también ha escrito decenas de artículos de opinión en diarios como El Mercurio, Folha de S. Paulo, Los Angeles Times y el New York Times.

## Premios y reconocimientos
- Distinguished Alumnus Award, Graduate School of International Studies Josef Korbel, Universidad de Denver (1991).
- Distinguished Alumnus Award, Universidad Estatal de Nueva York (1994).
- Doctor of Humane Letters, Universidad Estatal de Nueva York (1995).
- Doctor of the University (honorary), Universidad de Ottawa, Canadá (2009).
- Doctor of Humane Letters, Universidad de Pace, Nueva York (2009).
- Medalla Rectoral, Universidad de Chile, Santiago, Chile (2016).[48]